# アンビオリクス

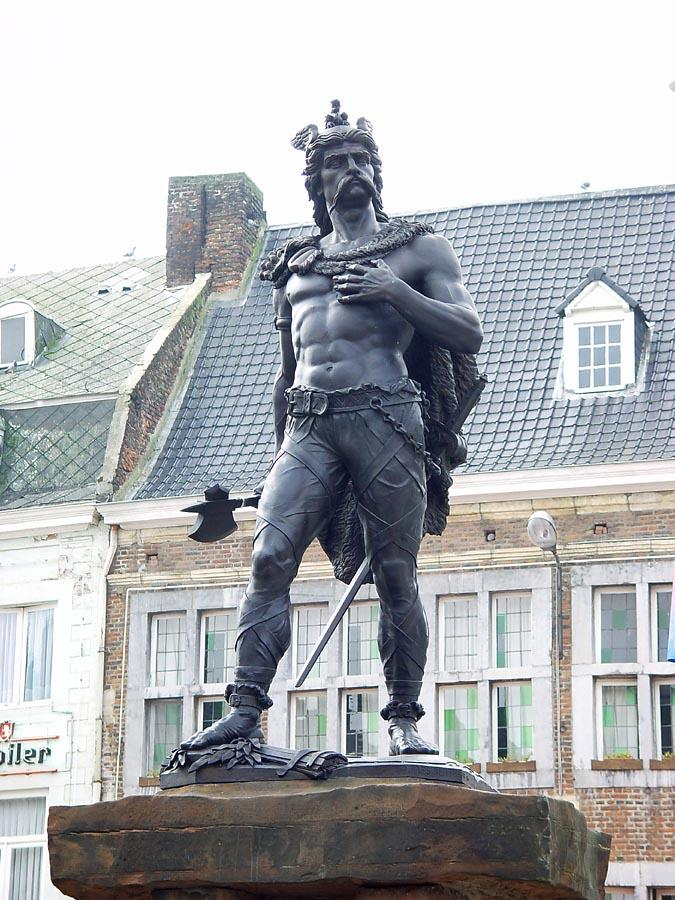
トンゲレンに立つアンビオリクスの銅像

アンビオリクス（Ambiorix, 生没年不詳）は、紀元前1世紀のガリア人でエブロネス族の王（2人いた王の1人）。ガリア戦争中の紀元前54年にアドゥアトゥカの戦いでガイウス・ユリウス・カエサル率いるローマ軍団に対してローマ軍団1個半を撃滅したことで知られる。

## 来歴

### ローマへの抵抗
紀元前54年秋、カエサルは15個コホルス（1個半軍団）をクィントゥス・ティトゥリウス・サビヌスとルキウス・アウルンクレイウス・コッタに授け、エブロネス族の領域のほぼ中央にあるアドゥアトゥカ近くで冬営させた。この当時のエブロネス族の貨幣に打刻された図柄はライン川東岸のウビイ族（ゲルマン系）のものを真似ており、ローマ軍に対する反乱を準備するために作られたものと推測される。
カエサルはその著書『ガリア戦記』第5巻の中で、アンビオリクスを詐略に長け信用ならない人物として描いている。他の記述の中で、登場人物の話として間接的に長い文章でアンビオリクスの半生について述べているが、それによれば、アンビオリクスには息子が1人おり、隣接するアドゥアトゥキ族に人質として預けられていたが、カエサルにより解放されアンビオリクスの許に返されたという。アンビオリクスは明らかにカエサルと良好な関係を保っており、両者は定期的に互いに使者をやり取りしていた。
アンビオリクスはローマ軍冬営地の司令官サビヌスに誤った情報を流して冬営地を無計画に放棄させ、谷間を移動中で伸び切ったローマ軍の隊列を狙って攻撃をかけ、ローマ兵の大部分は戦死した。カエサルはアンビオリクスを、事態を迅速に判断し対処する優れた戦術家・将軍と評している。
この大勝利の後、アンビオリクスは隣の部族にもローマに対する反乱を呼びかけた。アドゥアトゥキ族とネルウィ族がこれに同調し、インドゥティオマルスに率いられたトレウェリ族も反乱に参加した。カエサルが直接介入して反乱は鎮圧された。紀元前53年冬の末、アンビオリクスとエブロネス族はトレウェリ族、ネルウィ族、アドゥアトゥキ族、メナピエリ族、セノーネス族、カルヌテス族、そしてライン川西岸にいたゲルマン人と同盟を結んだ。しかしこの反乱の動きはすぐに瓦解した。

### カエサルの復讐
紀元前53年秋、カエサルは復仇のためアンビオリクスとエブロネス族に対する遠征を行った。兵士を集める暇がなかったアンビオリクスはローマ軍の手から逃れた。ローマ軍はエブロネス族の領地を占領し、アンビオリクスと共に王だったカタウウォルクスは自殺し、アンビオリクスを部族に災いをもたらした者として呪った。捕虜となったエブロネス族たちはカエサルの命令によって皆殺しにされ、彼らの土地にはローマと友好関係にあるトゥングリ族が新たに移住した。
紀元前51年にもカエサルは懲罰遠征を行ったが、アンビオリクスを捕らえることは出来なかった。その後アンビオリクスは歴史の闇の中に消えてしまった。フロルスによれば、アンビオリクスはライン川東岸に逃れ、ゲルマン人に匿われたという。

## 後世への影響

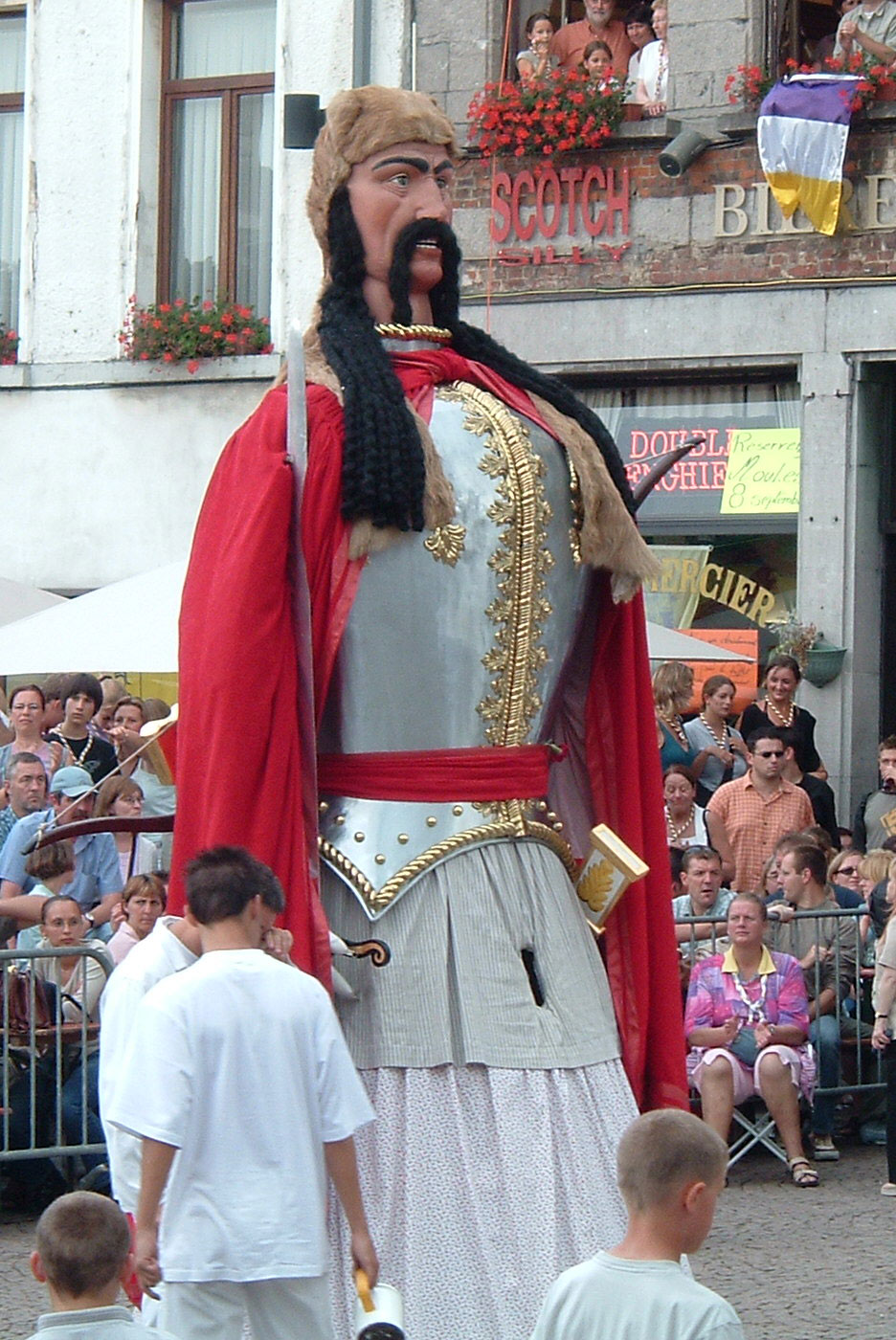
アート市の祭りに登場するアンビオリクスの人形（2004年）

アンビオリクスは現在でも著名な人物である。ローマの支配に抵抗し、ガリア人の自由を求めた英雄として知られている。とりわけベルギーのトンゲレンはアンビオリクスを身近に感じており、アンビオリクスの記念碑が建立されている。当地ではアンビオリクスはウェルキンゲトリクスやアリオウィストゥスと並ぶカエサルの好敵手と評価されている。2000年には紀元前54/53年のケルト人の金貨が102枚発見され、トンゲレンの博物館に展示されている。ベルギーのアート市で行われる巨人とドラゴンの行列祭りでもアンビオリクスの巨像が登場する。
ターン制ストラテジーゲーム『シヴィライゼーションVI』では、ガリア文明の指導者として登場する。

## 史料
- ガイウス・ユリウス・カエサル『ガリア戦記』第5巻,24-37; 6,32–40
- ティトゥス・リウィウス『ローマ建国史』 CVI (Periocha)
- カッシウス・ディオ『ローマ史』第40巻, 5, 6, 7
- フロルスEpitoma de Tito Livio bellorum omnium annorum, VII Bellum Gallicum, XLV